# Парламентские выборы в Чехословакии (1920)
Первые выборы в Парламент Чехословацкой Республики состоялись в апреле 1920 года. Выборы в Палату депутатов прошли в воскресенье, 18 апреля 1920, а выборы в Сенат — 25 апреля 1920. Это были первые выборы, проведенные в соответствии с чехословацкой Конституцией 1920 года. Результатом была победа Чехословацкой социал-демократической рабочей партии, которая выиграла 74 мест в Палате Депутатов и 41 место в Сенате. Явка избирателей составила 89,6 % на выборах палаты и 75,6 % в Сенат.
Это были первые выборы в Чехословакии, в которых участвовали женщины. На территориях, на которых должны были пройти плебисциты о присоединении к Чехословакии — Вейтраэрская область (Виторажье), Фельдсбергерская область (район Валтице), Тешинская Силезия (Заользье), на части земель Оравы и Спиша, выборы не проводились. Также не прошли выборы по причинам безопасности на территории Подкарпатской Руси, где дополнительные выборы были проведены только в марте 1924 года.

## Результаты выборов
В результате выборов было избрано 423 депутата Сената и Палаты Депутатов, из предусмотренных конституцией 450. Оставшиеся места были зарезервированы для Подкарпатской Руси и представителей чехословацких легионов.
Спикером палаты стал социал-демократ Франтишек Томашек, сената — аграрий Цирил Горачек, которого вскоре сменил аграрий Карел Прашек, а в 1924 году ещё один представитель аграрной партии, Вацлав Донат. В течение первой недели парламентарии провели выборы президента республики, которым вновь стал Томаш Масарик.
Решительная победа социал-демократических партий позволила вновь сформировать правительство во главе с Властимилом Тусаром. Наметился раскол в стане социал-демократов, который привёл в 1921 году к выходу левого большинства из партии и созданию Коммунистической партии Чехословакии. Вскоре после этого правительство пало и было заменено парламентским, вне коалиционным правительством.

### Результаты выборов в Палату Депутатов
Всего 281 мандат.
| Партия                                                                             | Количество голосов | Процент голосов | Число мандатов |
| ---------------------------------------------------------------------------------- | ------------------ | --------------- | -------------- |
| Чехословацкая социал-демократическая рабочая партия                                | 1 590 520          | 25,7 %          | 74             |
| Чехословацкая народная партия в коалиции с Словацкой народной партией              | 699 728            | 11,3 %          | 33             |
| Немецкая социал-демократическая рабочая партия в Чехословакии                      | 689 589            | 11,1 %          | 31             |
| Республиканская партия чехословацкого села                                         | 603 618            | 9,7 %           | 28             |
| Чехословацкая социалистическая партия                                              | 500 821            | 8,1 %           | 24             |
| Чехословацкая национальная демократия                                              | 387 552            | 6,3 %           | 19             |
| Немецкая национальная партия Немецкая национал-социалистическая рабочая партия     | 328 735            | 5,3 %           | 15             |
| Словацкая национальная крестьянская партия                                         | 242 045            | 3,9 %           | 12             |
| Союз немецких фермеров                                                             | 241 747            | 3,9 %           | 11             |
| Немецкая христианско-социальная народная партия                                    | 212 913            | 3 %             | 10             |
| Венгерско-немецкая христианско-социальная партия                                   | 139 355            | 2,2 %           | 5              |
| Чехословацкая торгово-купеческая партия среднего класса                            | 122 813            | 2,0 %           | 6              |
| Венгерско-немецкая социал-демократическая партия                                   | 108 546            | 1,8 %           | 4              |
| Немецкая партия демократических свобод                                             | 105 449            | 1,7 %           | 5              |
| Объединённые еврейские партии                                                      | 79 714             | 1,3 %           | 0              |
| Социалистическая партия чехословацкого пролетариата                                | 58 580             | 0,9 %           | 3              |
| Партии мелких сельских хозяев, домовладельцев и торговцев Чехословацкой Республики | 42 670             | 0,7 %           | 0              |
| Венгерская провинциальная партия крестьян и сельскохозяйственных рабочих           | 26 520             | 0,4 %           | 1              |
| Немецкая свободная социалистическая партия                                         | 7 630              | 0,1 %           | 0              |
| Независимая партия простых людей                                                   | 5 252              | 0,1 %           | 0              |
| Венгерская национальная партия                                                     | 4 214              | 0,1 %           | 0              |
| Словацкая социалистическая партия                                                  | 2 024              | 0,0 %           | 0              |
| celkem                                                                             | 6 874 458          | 100 %           | 281            |

#### Результаты выборов в Палату Депутатов в Чехии
| Партия | Партия | Председатель                           | Количество голосов | %     |
| ------ | --- | -------------------------------------- | ------------------ | ----- |
|        | Чехословацкая социал-демократическая рабочая партия                                                                 | Антонин Немец                          | 762 092            | 22,33 |
|        | Немецкая социал-демократическая рабочая партия в Чехословакии                                                       | Йозеф Зелигер                          | 551 909            | 16,17 |
|        | Республиканская партия чехословацкого села                                                                          | Антонин Швегла                         | 424 236            | 12,43 |
|        | Чехословацкая социалистическая партия                                                                               | Вацлав Клофач                          | 381 367            | 11,18 |
|        | Чехословацкая национальная демократия                                                                               | Карел Крамарж                          | 298 054            | 8,73  |
|        | Немецкий избирательный блок 1920 (Немецкая национальная партия и Немецкая национал-социалистическая рабочая партия) | Рудольф Лодгман фон Ауэн и Рудольф Юнг | 224 751            | 6,58  |
|        | Союз немецких фермеров                                                                                              | Франц Спина                            | 216 528            | 6,35  |
|        | Чехословацкая народная партия                                                                                       | Ян Шрамек                              | 191 844            | 5,62  |
|        | Немецкая христианско-социальная народная партия                                                                     | Йозеф Бюхр                             | 115 130            | 3,37  |
|        | Чехословацкая торгово-купеческая партия среднего класса                                                             | Рудольф Млчох                          | 80 757             | 2,37  |
|        | Немецкая партия демократических свобод                                                                              | Бруно Кафка                            | 45 640             | 1,34  |
|        | Социалистическая партия чехословацкого пролетариата                                                                 | Франтишек Модрачек                     | 43 098             | 1,26  |
|        | Партии мелких сельских хозяев, домовладельцев и торговцев Чехословацкой Республики                                  |                                        | 42 670             | 1,25  |
|        | Объединённые еврейские партии                                                                                       |                                        | 19 473             | 0,57  |
|        | Немецкая свободная социалистическая партия                                                                          |                                        | 7 630              | 0,22  |
|        | Независимая партия простых людей                                                                                    |                                        | 5 252              | 0,15  |
|        | Словацкая социалистическая партия                                                                                   |                                        | 2 024              | 0,06  |
| Всего  | Всего | Всего                                  | 3 412 452          | 100   |

#### Результаты выборов в Палату Депутатов в Моравии и Силезии
| Партия | Партия | Председатель                           | Количество голосов | %     |
| ------ | --- | -------------------------------------- | ------------------ | ----- |
|        | Чехословацкая социал-демократическая рабочая партия                                                                 | Антонин Немец                          | 318 087            | 21,99 |
|        | Чехословацкая народная партия                                                                                       | Ян Шрамек                              | 272 489            | 18,84 |
|        | Республиканская партия чехословацкого села                                                                          | Антонин Швегла                         | 179 382            | 12,40 |
|        | Немецкая социал-демократическая рабочая партия в Чехословакии                                                       | Йозеф Зелигер                          | 137 680            | 9,52  |
|        | Немецкий избирательный блок 1920 (Немецкая национальная партия и Немецкая национал-социалистическая рабочая партия) | Рудольф Лодгман фон Ауэн и Рудольф Юнг | 103 984            | 7,19  |
|        | Немецкая христианско-социальная народная партия                                                                     | Йозеф Бюхр                             | 97 783             | 6,76  |
|        | Чехословацкая социалистическая партия                                                                               | Вацлав Клофач                          | 89 890             | 6,21  |
|        | Чехословацкая национальная демократия                                                                               | Карел Крамарж                          | 89 498             | 6,19  |
|        | Немецкая партия демократических свобод                                                                              | Бруно Кафка                            | 59 809             | 4,14  |
|        | Чехословацкая торгово-купеческая партия среднего класса                                                             | Рудольф Млчох                          | 42 056             | 2,91  |
|        | Союз немецких фермеров                                                                                              | Франц Спина                            | 25 219             | 1,74  |
|        | Социалистическая партия чехословацкого пролетариата                                                                 | Франтишек Модрачек                     | 15 482             | 1,07  |
|        | Объединённые еврейские партии                                                                                       |                                        | 15 024             | 1,04  |
| Всего  | Всего | Всего                                  | 1 446 389          | 100   |

#### Результаты выборов в Палату Депутатов в Словакии
| Партия | Партия                                                                   | Председатель   | Количество голосов | %     |
| ------ | ------------------------------------------------------------------------ | -------------- | ------------------ | ----- |
|        | Чехословацкая социал-демократическая рабочая партия                      | Антонин Немец  | 510 341            | 35,05 |
|        | Словацкая национальная крестьянская партия                               | Антонин Швегла | 242 045            | 18,05 |
|        | Чехословацкая народная партия Словацкая народная партия                  | Ян Шрамек      | 235 389            | 17,55 |
|        | Венгерско-немецкая христианско-социальная партия                         |                | 139 355            | 10,39 |
|        | Венгерско-немецкая социал-демократическая партия                         | Йозеф Зелигер  | 108 546            | 8,09  |
|        | Объединённые еврейские партии                                            |                | 45 217             | 3,37  |
|        | Чехословацкая социалистическая партия                                    | Вацлав Клофач  | 29 564             | 2,20  |
|        | Венгерская провинциальная партия крестьян и сельскохозяйственных рабочих |                | 26 520             | 1,98  |
|        | Венгерская национальная партия                                           |                | 4 214              | 0,31  |
| Всего  | Всего                                                                    | Всего          | 1 341 191          | 100   |

### Результаты выборов в Сенат
Всего мандатов: 150
| Партия                                                        | Количество голосов | % голосов | Число мандатов |
| ------------------------------------------------------------- | ------------------ | --------- | -------------- |
| Чехословацкая социал-демократическая рабочая партия           | 1 466 958          | 28,07     | 41             |
| Чехословацкая народная партия                                 | 622 406            | 11,91     | 18             |
| Немецкая социал-демократическая рабочая партия в Чехословакии | 593 344            | 11,35     | 16             |
| Республиканская партия чехословацкого села                    | 530 388            | 10,15     | 14             |
| Чехословацкая социалистическая партия                         | 395 844            | 7,57      | 10             |
| Чехословацкая национальная демократия                         | 354 561            | 6,25      | 10             |
| Блок автономистов                                             | 181 289            | 3,47      | 6              |
| Чехословацкая торгово-купеческая партия среднего класса       | 107 674            | 2,06      | 3              |
| Другие                                                        | 833 387            | 15,94     | 28             |
| Всего                                                         | 5 226 811          | 100       | 150            |